# Schrobbelèr

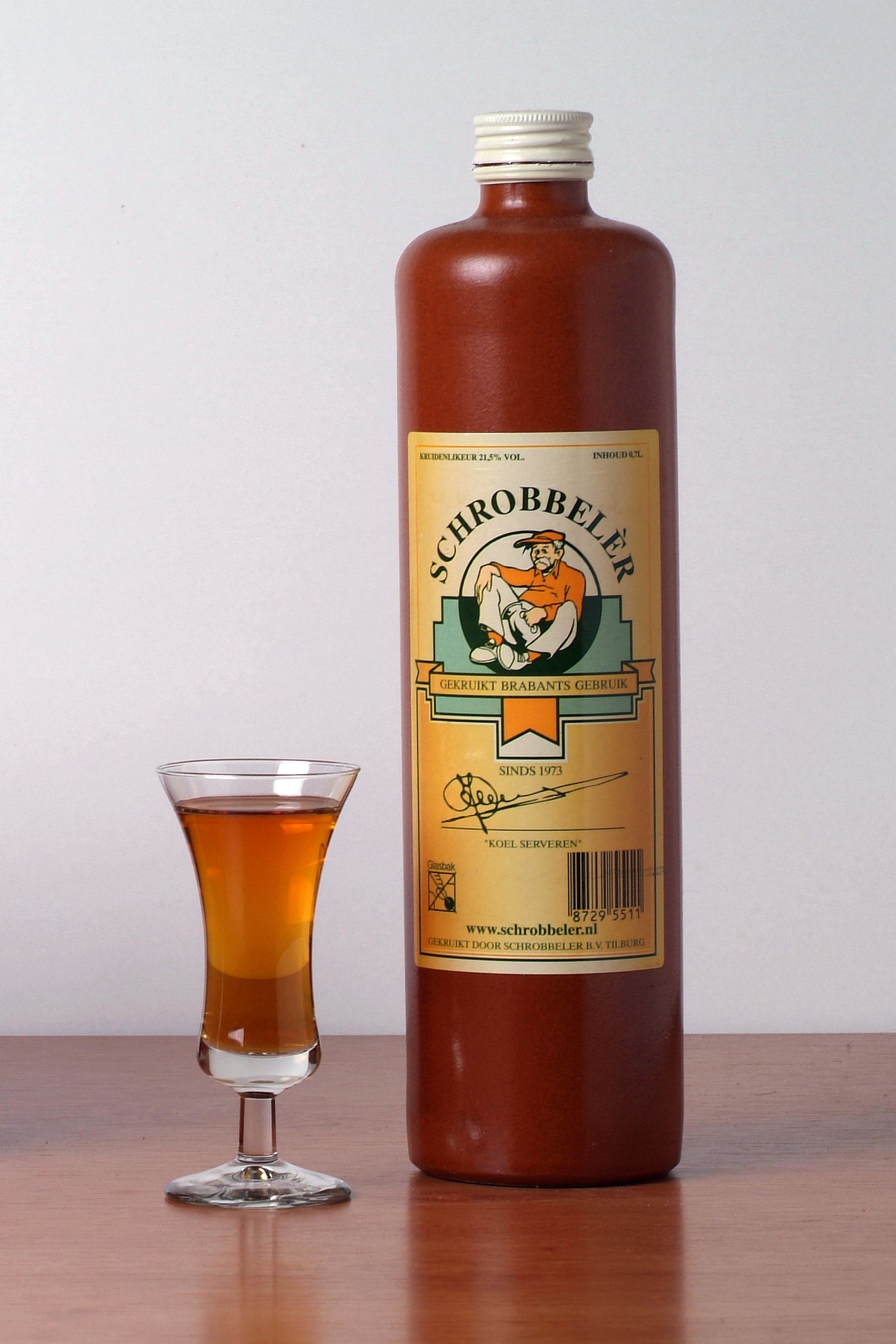
Schrobbelèr

Schrobbelèr ist ein Kräuterlikör aus dem niederländischen Tilburg. Der Alkoholgehalt von 21,5 % vol. liegt unter dem der meisten ähnlichen Produkte, daher ist der Schrobbelèr relativ süß. Das Getränk wird in steinernen Flaschen verkauft und aus einem Schnapsglas mit kurzem Stiel getrunken. Vor allem während des Tilbuger Karnevals ist der Likör beliebt.

## Geschichte
Schrobbelèr entstand 1973 als der Tilburger Unternehmer und Likörliebhaber Jan Wassing (1930–1981) während des Karnevals in seiner Hausbar Bij den schrobbelaar ein selbst gemachtes Mixgetränk an seine Bekannten und Freunde ausschenkte. Dieses Getränk hatte einen niedrigen Alkoholgehalt, weil Wassing Magenprobleme hatte. Der Likörbrenner Isidorus Jonkers (1931–2016) untersuchte auf Wassings Auftrag hin die Rezeptur des Getränks und 1978 begannen die beiden mit der Produktion in größerem Maßstab. Bis 2004 wurde der Likör in der Johan van Zantenstraat hinter der Brennerei von Isidorus Jonkers hergestellt. Seitdem produziert das Unternehmen Jonkers Distillers B.V. in der Polluxtraat im Industriegebiet Vossenberg. 2010 wurde die Brennerei von der P.W. Groep B.V. übernommen, die ihren Sitz in Eindhoven hat und einem Sohn Jan Wassings gehört. Der Kräuterlikör wird seitdem auch in einige Länder exportiert; in den englischsprachigen Ländern wird er unter dem Namen Jans verkauft.

## Trivia
- 2008 sponserte das Unternehmen die Konzerttour Groots met een Zachte G des Sängers Guus Meeuwis. Aus diesem Anlass textete Meeuwis einen neuen Text zu Udo Jürgens’ Schlagerlied Griechischer Wein (1974), das er unter dem Titel Drink Schrobbelèr sang.[6]